# Manushaqe Shehu
Manushaqe Shehu (ur. 5 listopada 1965 w Peshkopii) – albańska generał.

## Życiorys
Jest córką zawodowego wojskowego. W latach 1984-1988 studiowała w szkole oficerskiej w Tiranie, a po jej ukończeniu otrzymała stanowisko szefa logistyki w brygadzie stacjonującej w Peshkopii. W 1994 ukończyła studia na wydziale prawa Uniwersytetu w Szkodrze. W latach 2000–2002 współpracowała z amerykańską misją wojskową w Albanii i kontynuowała studia dla oficerów sztabowych w Akademii Obrony w Tiranie. W 2005 ukończyła szkołę logistyki ADAMS P&P we Francji. W 2006 została awansowana na stopień podpułkownika i objęła stanowisko doradcy d.s. bezpieczeństwa prezydenta Bamira Topiego. W 2012 objęła stanowisko szefa sztabu generalnego, a w 2016 komendanta szkoły dla podoficerów zawodowych. Awans na stopień generała brygady uzyskała w listopadzie 2016. Jest pierwszą kobietą w historii armii albańskiej w stopniu generała. W wywiadzie dla agencji AFP Shehu przyznała, że jej awans był możliwy dzięki temu, że ministrem obrony w Albanii jest kobieta (Mimi Kodheli). 16 stycznia 2018 objęła stanowisko zastępcy szefa sztabu generalnego armii albańskiej.
Jest mężatką i matką dwójki dzieci.

## Awanse
- kapitan – 1991
- major – 2003
- podpułkownik – 2006
- pułkownik – 2010
- generał brygady – 2016[2]